# EDEN'S NOTES
EDEN'S NOTES（エデンズノーツ）は、日本のクリエイター集団およびそのマネジメント事務所。PCゲームの原画・脚本、コミック作品の企画・原案などを手がける。

## 所属クリエイター
- 雨野智晴 - ゲームクリエイター、シナリオライター
- たけうちこうた - シナリオライター
- 桑原文彦 - シナリオライター

## かつて所属していたクリエイター
- たにはらなつき - イラストレーター、原画家。2014年独立[1]、フリーのイラストレーターとして活動。
- 蜜桃まむ - イラストレーター、原画家。2017年7月1日独立[2]、フリーのイラストレーターとして活動。

## 主な作品

### コミック
- 山田J太「マジナ!」 - 企画・原案

### ゲーム

#### PCゲーム
- D.C.II P.C. 〜ダ・カーポII〜 プラスコミュニケーション（CIRCUS NORTHERN）
- Canvas3 〜白銀のポートレート〜（F&C FC01）
- D.C.II To You 〜ダ・カーポII〜 トゥーユー（CIRCUS NORTHERN）
- D.C.II Fall in Love 〜ダ・カーポII〜 フォーリンラブ（CIRCUS NORTHERN）
- PrismRhythm -プリズムリズム-（Lump of Sugar）
- プリズム☆ま〜じカル 〜PRISM Generations!〜（ぱじゃまソフト）
- なないろ航路（Journey）
- SuGirly Wish（HOOKSOFT）
- D.C.III 〜ダ・カーポIII〜（CIRCUS）

#### コンシューマーゲーム
- Canvas3 〜淡色のパステル〜（GN Software）PS2
- Canvas3 〜七色の奇跡〜（GN Software）PSP
- 探偵オペラ ミルキィホームズ（ブシロード）PSP

#### ソーシャルゲーム
- ラブライブ! スクールアイドルフェスティバル ALL STARS IOS・Android

### アニメ
- 探偵オペラ ミルキィホームズ（キャラクター原案）

### ドラマCD
- KI-FOMM（HANON） - 原作・脚本